# Franc Avsec
Franc Avsec, slovenski rimskokatoliški duhovnik, restavrator, urednik in publicist, * 20. avgust 1863, Gotna vas, †  9. marec 1943, Lesce.

## Življenjepis
Avsec je gimnazijo obiskoval v Novem mestu, teologijo pa v Ljubljani in bil 1888 posvečen v duhovnika. Po posvetitvi je bil kaplan v raznih krajih, nato od 1899 župnik v Velikih Brusnicah, od 1900 do 1919 v Podkum in nato do smrti v Lescah. Že v študentskih letih se je navdušil za cerkveno umetnost. Povsod tam kjer je služboval je risal načrte cerkva, študiral njihovo stavbno zgodovino in konservatorsko problematiko. Leta 1904 je bil imenovan za častnega konservatorja dunajske Centralne komisije za varstvo spomenikov, bil od 1913 zaupnik Deželnega konservatorskega urada za Kranjsko in nato Spomeniškega urada za Slovenijo.  Njegovo dragoceno gradivo, ki ga je zbral, hranita Nadškofijski arhiv v Ljubljani in Zavod RS za varstvo naravne in kulturne dediščine

## Delo
Avsec je v Izvestju društva za krščansko umetnost objavil članka: Pogled na cerkvene umetnine in nasvet (1898) in Stara kartuzijanska cerkev v Pleterjah (1907). Poleg tega je popisoval in risal zgodovinske stavbe; zmeril in narisal je par sto cerkva, med njimi vse ljubljanske, zagrebško katedralo, važnejše cerkve v Kranju in okolici, vse cerkve radovljiškega okraja, gornjegrajsko katedralo in druge. 
Urejal je protialkoholno glasilo Piščalko (1905-1906, od 5. št. dalje) ter pisal za njo članke; izdal je brošuro: Proti alkoholu – brez dvoma! (1906). Na gospodarskem področju je skrbel za zidanje kapnic, vodovodov in cest.